# پولان (جورجیا)
پولان، جورجیا (به انگلیسی: Poulan, Georgia) یک شهر در ایالات متحده آمریکا با جمعیت ۹۴۶ نفر است که در جورجیا واقع شده‌است.

## موقعیت جغرافیایی
موقعیت جغرافیایی شهرها و مناطق اطراف به شرح زیر است: